# Celyphus trichoporis
Celyphus trichoporis är en tvåvingeart som beskrevs av Shi 1999. Celyphus trichoporis ingår i släktet Celyphus och familjen Celyphidae. Inga underarter finns listade i Catalogue of Life.